# تشارلز هوفمان
تشارلز هوفمان (بالإنجليزية: Charles Hoffman)‏ هو سياسي أمريكي، ولد في 7 يناير 1960 في الولايات المتحدة. حزبياً، نشط في الحزب الجمهوري. وقد انتخب عضو داكوتا الجنوبية البيت النواب.